# Zoltán Mechlovits
Zoltán Mechlovits [ˈzoltaːn ˈmɛʧloviʧ] (* 1891 in Budapest; † 25. März 1951) war ein ungarischer Tischtennis-Weltmeister.

## Werdegang
Die Weltmeisterschaft im Einzel errang Mechlovits bei der 2. WM 1928 in Stockholm. Mit seinen damals 37 Jahren ist er bisher (2005) der älteste Weltmeister. Im Endspiel lag er gegen seinen Landsmann László Bellák nach zwei verlorenen Sätzen im dritten Satz bereits mit 17:20 zurück. Es gelang ihm aber, alle Matchbälle abzuwehren und das Spiel noch mit 3:2 Sätzen zu gewinnen.
Daneben gewann Mechlovits noch fünf Goldmedaillen mit der Mannschaft von Ungarn. Mit Mária Mednyánszky wurde er zweimal Weltmeister im Mixed. Bei den nationalen ungarischen Meisterschaften siegte er viermal im Einzel, fünfmal im Doppel und zweimal im Mixed.
Mechlovits war Penholderspieler. Er war an der Gründung des Weltverbandes ITTF beteiligt. Zeitweise war er Vizepräsident des ITTF. Auf dem ITTF-Kongress in Wien während der Weltmeisterschaft 1951 wurde er zum ITTF-Ehrenmitglied ernannt.

## Erfolge
- Teilnahme an 5 Tischtennisweltmeisterschaften
  - 1926 in London
    - 2. Platz Einzel
    - 2. Platz Doppel (mit Béla von Kehrling)
    - 1. Platz Mixed (mit Mária Mednyánszky)
    - 1. Platz mit Team Ungarn

  - 1928 in Stockholm
    - 1. Platz Einzel
    - 3. Platz Doppel (mit Roland Jacobi)
    - 1. Platz Mixed (mit Mária Mednyánszky)
    - 1. Platz mit Team Ungarn

  - 1929 in Budapest
    - 3. Platz Einzel
    - 3. Platz Mixed (mit Mária Mednyánszky)
    - 1. Platz mit Team Ungarn

  - 1930 in Berlin
    - 1. Platz mit Team Ungarn

  - 1931 in Budapest
    - 1. Platz mit Team Ungarn

- Ungarische Meisterschaften – Goldmedaillen
  - 1910 – Doppel (mit Roland Jacobi)
  - 1911 – Einzel, Doppel (mit Roland Jacobi)
  - 1925 – Einzel, Doppel (mit Dániel Pécsi)
  - 1926 – Einzel, Doppel (mit Erwin Freudenheim, AUT), Mixed (mit Lili Friedmann)
  - 1928 – Einzel, Doppel (mit Dániel Pécsi), Mixed (mit Mária Mednyánszky)

- Internationale Meisterschaften
  - 1926 in Berlin (GER) – 1. Platz Einzel
  - 1927 in Berlin (GER) – 4. Platz Einzel, 1. Platz Doppel (mit Béla von Kehrling)
  - 1928 in Berlin (GER) – 3. Platz Doppel (mit Adrian Haydon), 2. Platz Mixed (mit Mária Mednyánszky)

## Turnierergebnisse
| Verband | Veranstaltung     | Jahr | Ort       | Land | Einzel     | Doppel        | Mixed        | Team |
| ------- | ----------------- | ---- | --------- | ---- | ---------- | ------------- | ------------ | ---- |
| HUN     | Weltmeisterschaft | 1933 | Baden     | AUT  | letzte 32  | keine Teiln.  | keine Teiln. |      |
| HUN     | Weltmeisterschaft | 1932 | Prag      | TCH  | letzte 64  | keine Teiln.  | keine Teiln. |      |
| HUN     | Weltmeisterschaft | 1930 | Berlin    | FRG  | letzte 64  | Viertelfinale | keine Teiln. |      |
| HUN     | Weltmeisterschaft | 1929 | Budapest  | HUN  | Halbfinale | Viertelfinale | Halbfinale   | 1    |
| HUN     | Weltmeisterschaft | 1928 | Stockholm | SWE  | Gold       | Halbfinale    | Gold         | 1    |
| HUN     | Weltmeisterschaft | 1926 | London    | ENG  | Silber     | Silber        | Gold         | 1    |